# Бейдж
Бейдж, бедж, бадж, бейджик, бирка (англ. badge [bæʤ] — произносится «бэдж») — элемент униформы, амуниции, в виде значка, наклейки, карточки, предназначенный для предоставления информации о его носителе. Бэдж содержит данные (текст, графику и т. п.), которые позволяют идентифицировать лицо, которое его носит. Ранее назывался биркой.

## Использование
Основное применение беджей — идентификация людей, которые друг друга не знают, но, в силу обстоятельств, должны общаться. Например, проведение конференций всегда сопровождается выдачей её участникам беджей. Сотрудники предприятий, культурных заведений, которые общаются с клиентами (продавцы, официанты, кассиры), также могут носить беджи.
При разработке беджей их дизайн в первую очередь должен быть нацелен на удобочитаемость и узнаваемость. Кроме этого, большое внимание уделяется стилю беджей, поскольку по внешнему виду беджей можно судить об уровне и статусе мероприятия, в котором их используют.
Для каждой категории участников мероприятия обычно разрабатывается дизайн с собственными отличительными элементами. Это позволяет с первого взгляда отличать различные категории людей, например: участник, тренер, пресса, техперсонал, организатор, эксперт и т. д.

## Виды беджей
- карточки с текстом
- наклейки
- значки (нагрудные знаки)

Hello, my name is — наклейка, разработанная C-Line Products в 1959 году, получила широкую популярность

В настоящее время самыми распространённым из-за дешевизны и удобства применения являются карточки с текстом — бумажные либо пластиковые прямоугольники с нанесённой на них информацией. Обычно они содержат имя и фамилию человека, которого идентифицируют, и учреждение, которое он представляет. Иногда такой бедж содержит какую-нибудь дополнительную информацию (должность, логотип). Иногда включает фотографию носителя.
Карточки с текстом обычно вставляются в кармашек или держатель, которые имеют крепления (зажим, ленту, булавку, шнурок), позволяющие закрепить бедж на одежде либо на шее носителя.
Беджи сотрудников организаций иногда совмещают с пропуском, который в свою очередь может быть электронным. Такой бедж/пропуск носят на шнурке, на шее, чтоб можно было легко приложить к валидатору замка или турникета.
Наклейки обычно используются в ситуациях, в которых использование карточек затруднено, главным образом в неформальных ситуациях (вечеринка в большой организации).
Нагрудный знак как правило изготавливают из металла, пластмассы, дерева или других материалов. Главным отличием от других видов беджей является то, что значок содержит минимум текстовой информации, либо не содержит её вовсе, идентифицируя своего носителя легко узнаваемой формой либо логотипом. Яркий пример значка-беджа — полицейский жетон или бляха шерифа.